# Liste der Monuments historiques in Baudement
Die Liste der Monuments historiques in Baudement führt die Monuments historiques in der französischen Gemeinde Baudement auf.

## Liste der Immobilien
| Bezeichnung | Beschreibung                                       | Standort             | Kennzeichnung | Schutzstatus | Datum | Bild           |
| ----------- | -------------------------------------------------- | -------------------- | ------------- | ------------ | ----- | -------------- |
| Tumulus     | vermutlich der Hügel einer mittelalterlichen Motte | Rue principal (Lage) | PA00078582    | Classé       | 1934  | weitere Bilder |